# Motor City Online
Motor City Online foi um jogo de corrida online multiplayer de computador lançado pela Electronic Arts em 10 de outubro de 2001. O objetivo do jogo era comprar carros clássicos (principalmente americanos muscle cars), variando de modelos de 1930 a 1970, modificá-los, e correr contra outros jogadores. O jogo saiu do ar em 29 de agosto de 2003 porque a EA Games mudou o foco para o seu novo jogo online em curso na época, The Sims Online. A EA, no entanto, desenvolveu um jogo de corridas online novo, chamado Need for Speed: World. Muitos fãs de Motor City Online consideram Need for Speed: World um sucessor espiritual de Motor City Online, apesar de a EA negar qualquer ligação direta entre os dois jogos.

## Carros
Os veículos em Motor City Online foram todos modelos americanos, que vão desde cupês, utilitários coupe , sedan e station wagons de 1930 a 1950, para os muscle cars dos anos 1960 e 1970. No decorrer do jogo, três caminhões clássicos estavam disponíveis.

## Nota
No final da corrida de automóveis online da cidade, dois carros estrangeiros estavam disponíveis. Um deles foi o Mitsubishi Eclipse 99. O outro era o Toyota Supra 97. Ambos os carros foram equipados com motores V-8; e foram feitos para ter tração traseira no jogo. Isso causou muita polêmica entre os puristas que acreditavam que qualquer carro que entrasse no jogo deve ser fiel à sua mecânica da vida real. Então, equipando uma importação de tração dianteira, com um motor V8 e tração traseira, estavam arruinando a experiência de jogo. No momento em que estes dois veículos foram liberados, a EA já havia anunciado que eles estavam fechando o jogo. Eles estavam fazendo experiências com carros importados como uma tentativa de atrair uma variedade maior de jogadores.

## Prêmios
E3 2000 Game Critics Awards - Melhor jogo de corrida.